# أوزوالد دوراند
أوزوالد دوراند (بالفرنسية: Oswald Durand)‏ هو صحفي وكاتب وشاعر وسياسي هايتي، ولد في 17 سبتمبر 1840 في كاب هايتيان في هايتي، وتوفي في 22 أبريل 1906 في بورت أو برانس في هايتي.

## روابط خارجية
- أوزوالد دوراند على موقع ديسكوغز (الإنجليزية)